# Fukuoka prefektúra
Fukuoka prefektúra Japánban, a Kjúsú szigeten, Kjúsú régióban fekszik. Fővárosa Fukuoka.

## Városok
29 város található ebben a prefektúrában.
| - Aszakura - Buzen - Csikugo - Csikusino - Dazaifu - Fukuoka - Fukucu - Iizuka | - Itosima - Jame - Janagava - Jukuhasi - Kama - Kaszuga - Kitakjúsú | - Koga - Kurume - Mijama - Mijavaka - Munakata - Nakagava - Nakama | - Nógata - Ogóri - Ókava - Ómuta - Ónodzsó - Tagava - Ukiha |

## Kisvárosok és falvak
| - Aszakura körzet - Csikuzen - Tóhó - Csikudzsó körzet - Csikudzsó - Kóge - Jositomi - Kaho körzet - Keiszen - Kaszuja körzet - Hiszajama - Kaszuja - Szaszaguri - Sime - Singú - Szue - Umi | - Kurate körzet - Kotake - Kurate - Mii körzet - Tacsiarai - Mijako körzet - Kanda - Mijako - Mizuma körzet - Óki - Onga körzet - Asija - Mizumaki - Okagaki - Onga | - Tagava körzet - Aka - Fukucsi - Itoda - Kavara - Kavaszaki - Ótó - Szoeda - Jame körzet - Hirokava |